# (+)-Pinoresinol reductasa
La (+)-Pinoresinol reductasa (EC 1.23.1.1), conocida también como pinoresinol/lariciresinol reductasa; o PLR es una enzima a la cual corresponde el nombre sistemático: (+)-lariciresinol:NADP+ oxidoreductasa.
Se caracteriza por catalizar la siguiente reacción química:
(+)-pinoresinol + NAD(P)H + H+ {\displaystyle \rightleftharpoons } (+)-lariciresinol + NAD(P)+
Donde el hidrógeno 4-pro-R del NADH se transfiere a la posición 7-pro-R del lariciresinol.
La reacción in vivo se encuentra desplazada hacia la formación de (+)-lariciresinol. El principal impulsor de esta dirección es una enzima multifuncional que posteriormente reduce el (+)-lariciresinol al lignano (–)-secoisolariciresinol, la (+)-lariciresinol reductasa (EC 1.23.1.2).

## Clasificación
Esta enzima pertenece a la familia de las oxidorreductasas, más específicamente a aquellas oxidorreductasas que utilizan grupos C-O-C como aceptor de electrones y con NADH o NADPH como donador.

## Nomenclatura
El nombre sistemático de esta clase de enzimas es (+)-lariciresinol:NADP+ oxidoreductasa. Otros nombres de uso común son pinoresinol/lariciresinol reductasa
pinoresinol-lariciresinol reductasas, (+)-pinoresinol/(+)-lariciresinol; (+)-pinoresinol-(+)-lariciresinol reductasa y PLR

## Papel biológico
La (+)-pinoresinol reductasa ha sido aislada de las plantas Forsythia intermedia, Thuja plicata (cedro rojo occidental), Linum perenne (lino perenne), Arabidopsis thaliana y Linum corymbulosum., donde cataliza puntos de regulación ramificados en la vía metabólica que conduce a la formación de los lignanos bencilariltetrahidrofurano, dibencilbutano, dibencilbutirolactona, y ariltetrahidronaftaleno. Los lignanos desempeñan importantes papeles en los mecanismos de defensa de las plantas.